# سامر إسماعيل
سامر إسماعيل (مواليد 8 يوليو 1985)، ممثل سوري. خريج المعهد العالي للفنون المسرحية 2010، قام بتأدية أشهر أدواره عندما جسد شخصية عمر بن الخطاب في مسلسل عمر الذي عرض في رمضان 2012، وشخصية عزام في الجزء الثالث من مسلسل الولادة من الخاصرة سنة 2013. في عام 2016 لعب سامر دور «موسى» في أولى أدواره السينمائية بفيلم الخيال العلمي المختارون.

## حياته
ولد سامر إسماعيل في مدينة حمص السورية، والده الرسام جمال إسماعيل، عاش طفولته وشبابه في حي عكرمة، لينتقل إلى دمشق لدراسة التمثيل في المعهد العالي للفنون المسرحية (دمشق)، في مطلع عام 2017 تزوج من مصممة الأزياء الصربية من أصل سوري (مايا البكري)، وأنجبا طفلاً سمياه (روي).

## سيرته المهنية
بدأ إسماعيل مسيرته المهنية بأدوار ثانوية صغيرة خلال دراسته التمثيل في مسلسلات عديدة مثل (ذكريات الزمن القادم وكليوباترا وجلسات نسائية)، وفي عام 2012 قام بأول دور بطولة له بشخصية عمر بن الخطاب في مسلسل عمر من إخراج حاتم علي وتأليف وليد سيف، ثم تبعه مسلسل الولادة من الخاصرة (الجزء الثالث: منبر الموتى) (2013) بشخصية عزام، حيث يؤدي دور عسكري يتعرض للظلم من قبل المقدم رؤوف (عابد فهد) فينشق عن الجيش ثم يتعرض أخوه الصغير للقتل، كل ذلك يدفعه للالتحاق بصفوف المقاتلين ضد الجيش السوري لينتهي به المطاف بقتل ضابط كان يحبه (ماهر صليبي). هذا الدور عرضه لانتقادات كثيرة حيث اعتبره الكثير أنه دور بسيط ولا يقارن بالأداء الكبير في شخصية عمر، فيما اعتبره إسماعيل أنه ضروري للخروج من حالة شخصية عمر وسيطرتها على ذهنية المشاهدين. تابع إسماعيل مسيرته بأدوار صغيرة إلى حد ما في مسلسلات قليلة، حتى عام 2018 ليعود بقوة بشخصية فارس في مسلسل فوضى للمخرج سمير حسين وللكاتبين حسن سامي يوسف ونجيب نصير،

### مسلسل عمر
في البداية كان إسماعيل يتدرب لأداء دور (وحشي الحبشي) لكن المخرج حاتم علي اختاره لأداء الدور الرئيسي بشخصية (عمر بن الخطاب)، واجه خلالها صعوبات كبيرة حيث اضطر لزيادة وزنه بمقدار 12 كيلو غرام ليقارب البنية الجسدية للشخصية، كما كان عليه حفظ الحوارات بدقة لغوية شديدة نظراً لحساسية الشخصية، وعمل إسماعيل على تأدية مشاهد المعارك بنفسه وفي أحد المشاهد سقط عن حصانه ما تسبب بتوقف التصوير لعدة ساعات لإصابته برضوض وكدمات. ووفقاً لمخرج المسلسل حاتم علي فقد تم اختيار سامر لأداء الدور حتى لا يؤثر ماضيه الفني على الأداء، وكذلك تم دبلجة صوت الشخصية حيث لم يتم استخدام صوت سامر إسماعيل.
هذا النجاح كان سيفاً ذو حدين بتأثيره على إسماعيل، حيث لاحقته مواقع التواصل الاجتماعي لتعرف طائفته ومذهبه دون التركيز على براعته في أداء الدور، كما اشترطت عليه الشركة المنتجة (تلفزيون قطر وإم بي سي) عدم تأدية أي دور قد يفتح باب الانتقادات والاتهام بتشويه اسم الفاروق، وهو ما تسبب بقلة مشاركاته خلال السنوات التالية.

## أعماله
| العام | العنوان                         | الدور         | ملاحظات                                                                 |
| ----- | ------------------------------- | ------------- | ----------------------------------------------------------------------- |
| 2003  | ذكريات الزمن القادم             | دور ثانوي     |                                                                         |
| 2004  | أحلام كبيرة                     | دور ثانوي     |                                                                         |
| 2009  | مرة أخرى                        | دور ثانوي     |                                                                         |
| 2010  | كليوباترا                       | دور ثانوي     |                                                                         |
| 2011  | جلسات نسائية                    | دور ثانوي     |                                                                         |
| 2012  | عمر                             | عمر بن الخطاب | أول دور بطولة، وكان في بداية مشواره الفني وحقق المسلسل نجومية كبيرة له. |
| 2013  | ولادة من الخاصرة 3: منبر الموتى | عزام          |                                                                         |
| 2014  | القربان                         | رشيد          |                                                                         |
| 2014  | وجوه وراء الوجوه                | عامر          |                                                                         |
| 2014  | طوق الإسفلت                     |               | مسلسل خليجي                                                             |
| 2015  | العراب                          | آدم           |                                                                         |
| 2015  | بانتظار الياسمين                | رضا           |                                                                         |
| 2016  | دومينو                          | طارق          |                                                                         |
| 2016  | صرخة روح                        |               | صرخة روح الجزء الثالث                                                   |
| 2017  | أوركيديا                        | رشيد          |                                                                         |
| 2017  | المختارون                       | موسى          |                                                                         |
| 2018  | هارون الرشيد                    | ماهان         |                                                                         |
| 2018  | فوضى                            | فارس          |                                                                         |
| 2018  | كوما                            | طلال          |                                                                         |
| 2018  | عندما أضعت ظلي                  |               | حقق جوائز عديدة في إيطاليا                                              |
| 2019  | سلاسل ذهب                       | سليم          |                                                                         |
| 2019  | عبور                            |               |                                                                         |
| 2021  | المنصة 2                        |               |                                                                         |
| 2021  | داون تاون                       | نوح           |                                                                         |
| 2022  | كسر عظم                         | ريان          |                                                                         |
| 2023  | تشيللو                          | ناصر          | فيلم رعب، بطولة مشتركه سعودية خليجية امريكيه سوريه                      |
| 2024  | وولاد بديعة                     | شاهين         | حقق هاذا العمل انتشارا واسعار خلال عرضه بشهر رمضان لعام 2024            |
| 2024  | العميل                          | أمير          | حاز العمل على لقب الأكثر مشاهدة لعام 2024 على منصة شاهد ومحطة mbc 1     |
| 2025  | خطيئة أخيرة                     | هيشام         |                                                                         |

## الجوائز
سامر إسماعيل حصل على عدة جوائز خلال مسيرته الفنية، منها:
.جائزة الممثل المفضل عربيا في فئة المسلسلات دراميا في حفل جوائز Joy awards 2025 .
. جائزة افضل ممثل عن دوره بمسلسل عمر .
. جائزة افضل ممثل صاعد في مهرجان دمشق الدولي للسينما لدوره في فيلم "المختارون" عام 2016.
. جائزة افضل ممثل درامي في مهرجان القاهرة السينمائي الدولي عن دوره في فيلم "عندما أضعت ضلي" عام 2018. 
. جائزة افضل ممثل سينمائي عن دوره في فيلم "عمر" . 

## وصلات خارجية
- •جائزة أفضل ممثل عن دوره بفلم عمر عام 2012سامر إسماعيل على موقع أرشيف الشارخ
- سامر إسماعيل على موقع IMDb (الإنجليزية)
- سامر إسماعيل على موقع روتن توميتوز (الإنجليزية)
- سامر إسماعيل على موقع قاعدة بيانات الأفلام العربية
- سامر إسماعيل على موقع قاعدة بيانات الفيلم (الإنجليزية)